# 1989년 아시아 남자 배구 선수권 대회
1989년 아시아 남자 배구 선수권 대회는 1989년 9월 15일부터 9월 24일까지 대한민국 서울특별시에서 열렸다.